# Parenzana
Parenzana (Ferrovia Trieste-Parenzo-Canfanaro, TPC) je uskotračna željeznička pruga koja je povezivala Trst preko niza kolodvora s Porečom kao krajnjim kolodvorom. Od tuda naziv Parenzana odnosno Porečanka. Bila je u funkciji od 1902. do 1935. godine. Prolazi kroz tri države: Italiju (13 km), Sloveniju (32 km) i Hrvatsku (78 km). Koridor pruge je danas sačuvan, kao i velik broj pratećih željezničkih objekata, mostova, vijadukata i tunela. Dio trase stare pruge, od graničnog prijelaza Italija-Slovenija do Poreča, je preuređen u biciklističku i pješačku staze, a razmišlja se i o obnovi pojedinih dionica pruge u turističke svrhe.
Zanimljiva je sudbina tračnica ove pruge. Mussolinijeve vlasti su skinule, odnosno demontirale tračnice i otpremile ih brodom u svoju nedavno okupiranu koloniju Abesiniju (Etiopiju). Brod nikad nije došao do odredišta, jer je potonuo u Sredozemnom moru.

## Parenzana - TPC
1900. godine započela je izgradnja željezničke pruge širine 760 mm. U početku je planirana kao pruga normalnog kolosijeka, ali zbog manjih poreza izgrađena je uskotračna u dužini 123,1 km, od čega 9 tunela ukupne duljine 1530 m, 11 mostova i 6 vijadukata te brojnih željezničkih kolodvora, stajališta, skladišta, stanica za snabdijevanje vodom, nasipa i usjeka. Radilo se u dvije dionice: Trst - Buje (59 km), koja je puštena u pomet u travnju 1902. godine, te Buje - Poreč (64 km) koja je puštena u promet u prosincu iste godine. Trasa je dosta izmijenjena od prvobitnog plana jer su mnogi gradovi i mjesta željeli biti povezani prugom što im se i udovoljilo. Krštenje vlakića imenom "Parenzana" dogodilo se sasvim slučajno u veljači 1902. godine kada je u tršćanskom časopisu državnih željeznica objavljena okružnica vezana za prvu dionicu pruge do Buja. Kako se htjelo naglasiti da će željeznička pruga stići i do Poreča na okružnici je stajalo "Parenzaner", tako da se njeno ime zadržalo do danas u talijanskoj inačici "Parenzana". Postojali su projekti za odvojak Savudrija - Umag i Karojba - Pazin te produžetak od Poreča do Kanfanara, zbog čega je i nastala kratica "TPC".
Kolodvor u Bujama imao je 11 kolosijeka, a u Poreču samo pet, budući da nije planiran kao posljednji. Željeznički kolodvori u Trstu, Bujama i Poreču bili su specifični po tome što su imali vagu i okretnicu. U početku koristile su se parne lokomotive tipa "U", kasnije tipa "P", a na posljetku tipa "P-Italiana". Postojali su putnički vagoni I., II. i III. razreda s 30 mjesta, teretni vagoni i vagoni za prtljagu. Svi vagoni su bili dužine 8,5m. Bili su osvjetljeni petrolejskim svjetiljkama, nisu imali WC, no imali su balkone. Parenzana je prometovala za dviju vlasti. Preživjela je Prvi svjetski rat, te nakon pada Austro-Ugarske Monarhije potpala pod Talijansku Državnu željeznicu (FS). Nakon samo 33 godine prometovanja zadnji vlak prugom prošao je 31. kolovoza 1935. godine jer nije više uspjela odoljeti konkurenciji bržih i jeftinijih cestovnih oblika prijevoza.

## Trasa i stajališta
Trst/Trieste Campomarzio-Sv.Andrej/Sant'Andrea 

 Trst/Trieste Luka/Porto

 Trst/Trieste Servola 

 Monte Castiglione 

 Zaule-Val Rosandra/Žavlje 

 Milje/Muggia

 Škofije/Albaro Vescovà

 Dekani/Villa Decani

 Lazzaretto-Risano/Lazaret

 Kopar/Capodistria

 Semedela/Semedella

 Izola/Isola d'Istria

 Strunjan/Strugnano

 Portorož/Portorose

 Sv.Lucija/Santa Lucia

 Paderno 

 Sečovlje/Sicciole

 Savudrija/Salvore

 Planirani odvojak Savudrija/Salvore – Umag/Umago 

 Markovac - Mažurija 

 Kaldanija/Caldania

 Buje/Buie

 Triban/Tribano

 Grožnjan/Grisignana

 Kostanjica/Castagna

 Završje/Piemonte d'Istria

 Oprtalj/Portole

 Livade/Levade

 Motovun/Montona

 Karojba/Caroiba

 Planirani odvojak Karojba/Caroiba – Pazin/Pisino 

 Rakotule 

 Vižinada/Visinada 

 Baldaši 

 Markovac – Višnjan/Visignano

 Farini - Višnjan/Visignano 

 Nova Vas/Villanova 

 Poreč/Parenzo

## Statistički podaci
- Dužina pruge: 123,1 km
- Širina kolosjeka: 760 mm
- Želj.Stanice: 35
- Najniža točka: 2 m n.v. (Trst, Kopar)
- Najviša točka: 293 m n.v. (Grožnjan)
- Zavoji: 604
- Tuneli: 9
- Mostovi: 11
- Vijadukti: 6
- Prosječna brzina: 25 km/h
- Najveća brzina: 31 km/h
- Duljina vagona: 8,5 m
- Broj sjedala u vagonu: 30
- Trajanje putovanja od Trsta do Poreča: 6-7 sati
- Nezaštićenih ŽCP: 538 - 49 na normalnim cestama, 489 na zemljanim cestama i stazama. U početku su bili obilježeni trojezičnim natpisima upozorenja, nakon pada Austro-Ugarske Monarhije isključivo na talijanskom jeziku. 1930. godine postavljeni su Andrijini križevi.
- Početak izgradnje: 1900.
- Završetak izgradnje: 1902.
- Posljednja vožnja: 31. kolovoza 1935.

## Parenzana - Put zdravlja i prijateljstva
2002. godine povodom 100-tog rođendana pruge pokrenut je projekt revitalizacije Parenzane. 2006. godine Istarska županija i Mestna občina Koper pokrenuli su projekt "Parenzana - Put zdravlja i prijateljstva", sufinanciran sredstvima EU. Ciljevi projekta su revitalizacija "Parenzane" putem turističke ponude i dugoročne prekogranične suradnje u Istri, zaštita trase, povezivanje postojećeg kulturnog i tehnološkog nasljeđa u jedinstveni turistički proizvod. 4. studenog 2007. godine u Livadama je otvoren muzej Parenzane. 10. svibnja 2008. godine trasa između Livada i Buja otvorena je kao biciklistička staza. Tom prigodom postavljena je zaštitna ograda na vijaduktima "Freski", "Antonci" i "Završje".
Godine 2009. nastavak projekta kandidiran je na EU fondove pod nazivom "Parenzana II - Ponovno oživljavanje Puta zdravlja i prijateljstva". U sklopu projekta obnovljene su dionice Vižinada-Poreč i Lama-Dekani, izgrađen je most u Livadama, a u Vižinadi je postavljena maketa lokomotive Parenzane u prirodnoj veličini. Uz trasu su postavljene replike miljokaza, višejezične informacijske, signalizacijske i tematske table, te je izgrađeno nekoliko odmorišta. 
Nakon uspješne implementacije prva dva projekta, 2014. godine projekt je nastavljen pod nazivom "Parenzana Magic", i ovaj put uz sufinanciranje EU. Ciljevi projekta bili su stvaranje turističke destinacije Parenzana spajanjem postojeće ponude prirodne, kulturne i tehničke baštine u zajednički turistički proizvod te jačanje biciklističke infrastrukture u svrhu razvoja Parenzane kao kulturno-sportske destinacije. U sklopu projekta obnovljena je zgrada nekadašnje škole u Tribanu te uređena u prenoćište za bicikliste i sportaše. Očišćena je i obnovljena trasa na potezu Poreč-Vranići, uređena su vježbališta na otvorenom (u Motovunu, Poreču, Izoli i Piranu), postavljeno je nekoliko odmorišta s informativnim pločama itd. Službena Internet stranica biciklističko-pješačke staze Parenzane je www.parenzana.net. 
Tijekom 1990-ih pokrenute su biciklističke utrke Parenzana Cannondale i Parenzana maraton koje prolaze trasom pruge.

## Parenzana danas
Danas je Parenzana najpoznatija i najposjećenija biciklističko-pješačka staza u Istri. Hrvatski dio staze zajednički održavaju Istarska županija i gradovi i općine uz Parenzanu. Istarska županija kontinuirano uređuje, oprema i promovira hrvatski dio Parenzane. Uz trasu se nalazi 20-ak Bike&Bed objekata, 7 specijaliziranih servisera za bicikle te 15-ak agencija koje nude najam bicikala (od kojih neke nude i usluge prijevoza). Zbog povećanja infrastrukturnih radova i izgradnje istarskog ipsilona (autoput) u posljednjih desetak godina, Parenzana je na nekoliko lokacija ispresijecana prometnicama. Stoga, iako su označene prometnom signalizacijom, na tim je lokacijama potreban pojačan oprez.
Uređenje Parenzane pomoglo je i Ministarstvo turizma RH.
Zbog mjestimično grublje podloge, staza je pogodna za MTB bicikle, ali ne i za cestovne i trekking bicikle.

## Vanjske poveznice
- http://www.parenzana.net/